# Pesto (stolica tytularna)

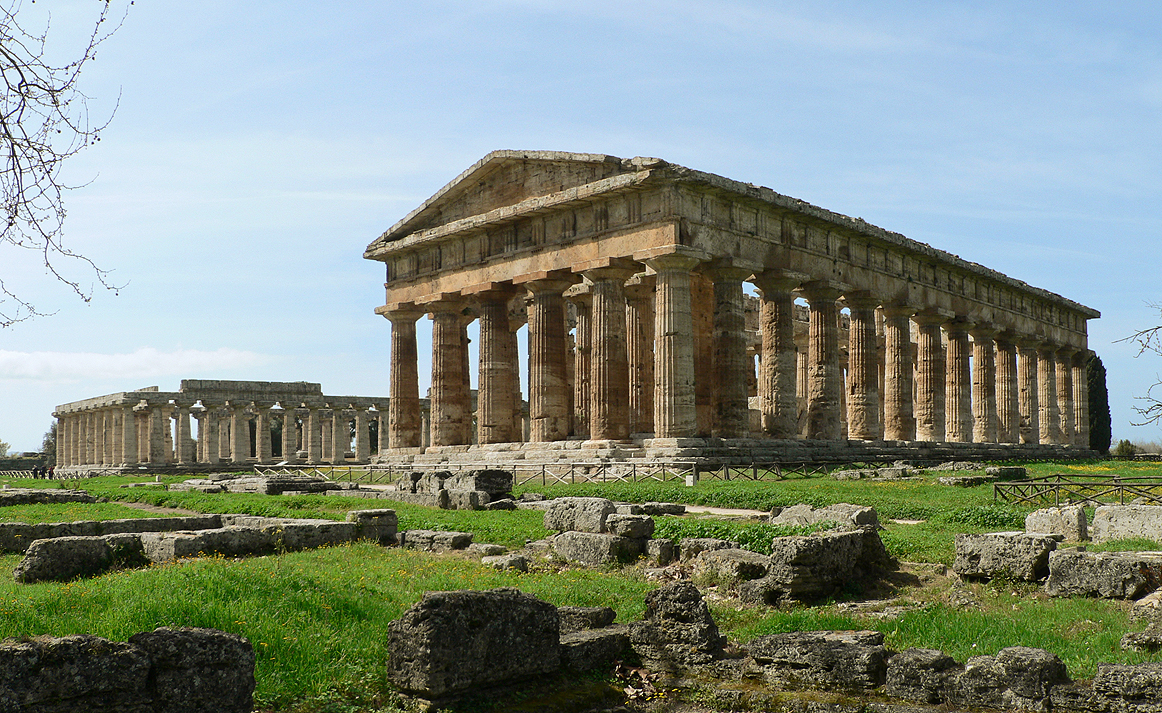
Ruiny starożytnego miasta Paestum

Pesto (łac. Paestanus, wł. Pesto) – stolica historycznej diecezji w Italii istniejącej w pierwszych wiekach w starożytnym mieście Paestum.
Współcześnie w obrębie miasta Capaccio w prowincji Salerno we Włoszech. Obecnie katolickie biskupstwo tytularne ustanowione w 1966 przez papieża Pawła VI.

## Biskupi tytularni
| Lp. | Biskup             | Funkcja                           | Od                   | Do                   |
| --- | ------------------ | --------------------------------- | -------------------- | -------------------- |
| 1   | Alfred Abramowicz  | biskup pomocniczy Chicago         | 8 maja 1968          | 12 września 1999     |
| 2   | Anton Coșa         | administrator apostolski Mołdawii | 30 października 1999 | 27 października 2001 |
| 3   | Giovanni d’Aniello | nuncjusz apostolski               | 15 grudnia 2001      |                      |